# Église Santa Maria del Rosario alle Pigne
 (décembre 2020).
Si vous disposez d'ouvrages ou d'articles de référence ou si vous connaissez des sites web de qualité traitant du thème abordé ici, merci de compléter l'article en donnant les références utiles à sa vérifiabilité et en les liant à la section « Notes et références ».
L'église Santa Maria del Rosario alle Pigne (Sainte-Marie-du-Rosaire-des-Pins) est une église de Naples donnant piazza Cavour. Elle est dédiée à Notre-Dame du Rosaire et dépend de l'archidiocèse de Naples.

## Histoire et description
Des religieuses font construire, à l'emplacement d'un ancien bois de pins, un couvent en 1630, sur une partie de la propriété des Moscabruno, puis elles font reconstruire l'ensemble avec une église conventuelle selon les plans d'Antonio Guglielmelli en 1690. Ce dernier venait de mener à bien la restauration de la basilique Santa Restituta, et c'est la première fois qu'il réalisait alors un projet ex novo. La façade est terminée en 1720.
Son plan s'inscrit dans une croix grecque avec des chapelles latérales. La façade est ornée d'une statue de la Vierge à l'Enfant dans le style rococo et de pilastres composites et surmontée d'un fronton triangulaire. L'église est couronnée d'une coupole construite en tuf, ce qui est exceptionnel.
L'intérieur abritait des tableaux de Luca Giordano et d'Onofrio Avellino, aujourd'hui sous la protection de la surintendance des biens culturels de Naples.

L'ancien couvent possède un cloître de la Renaissance tardive.

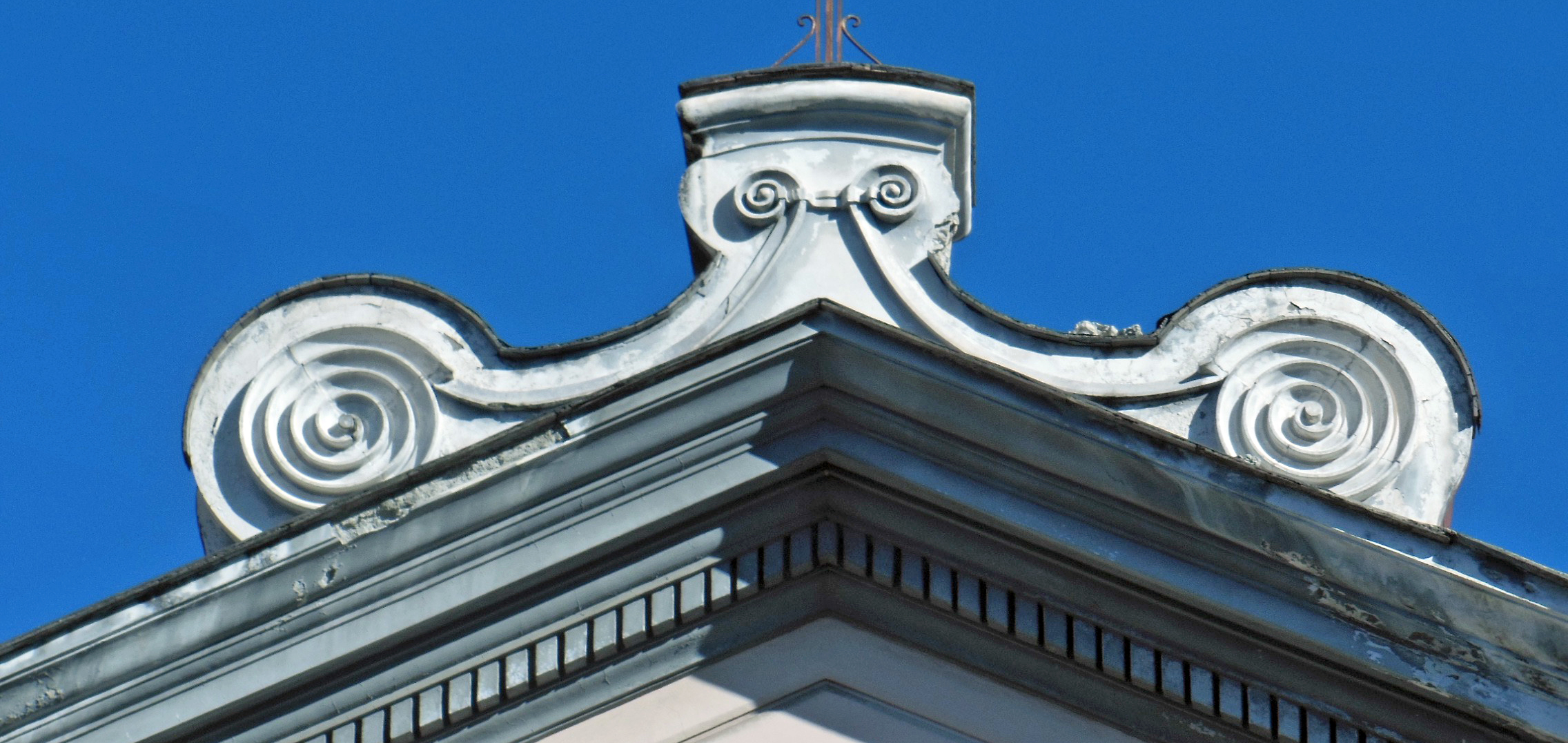
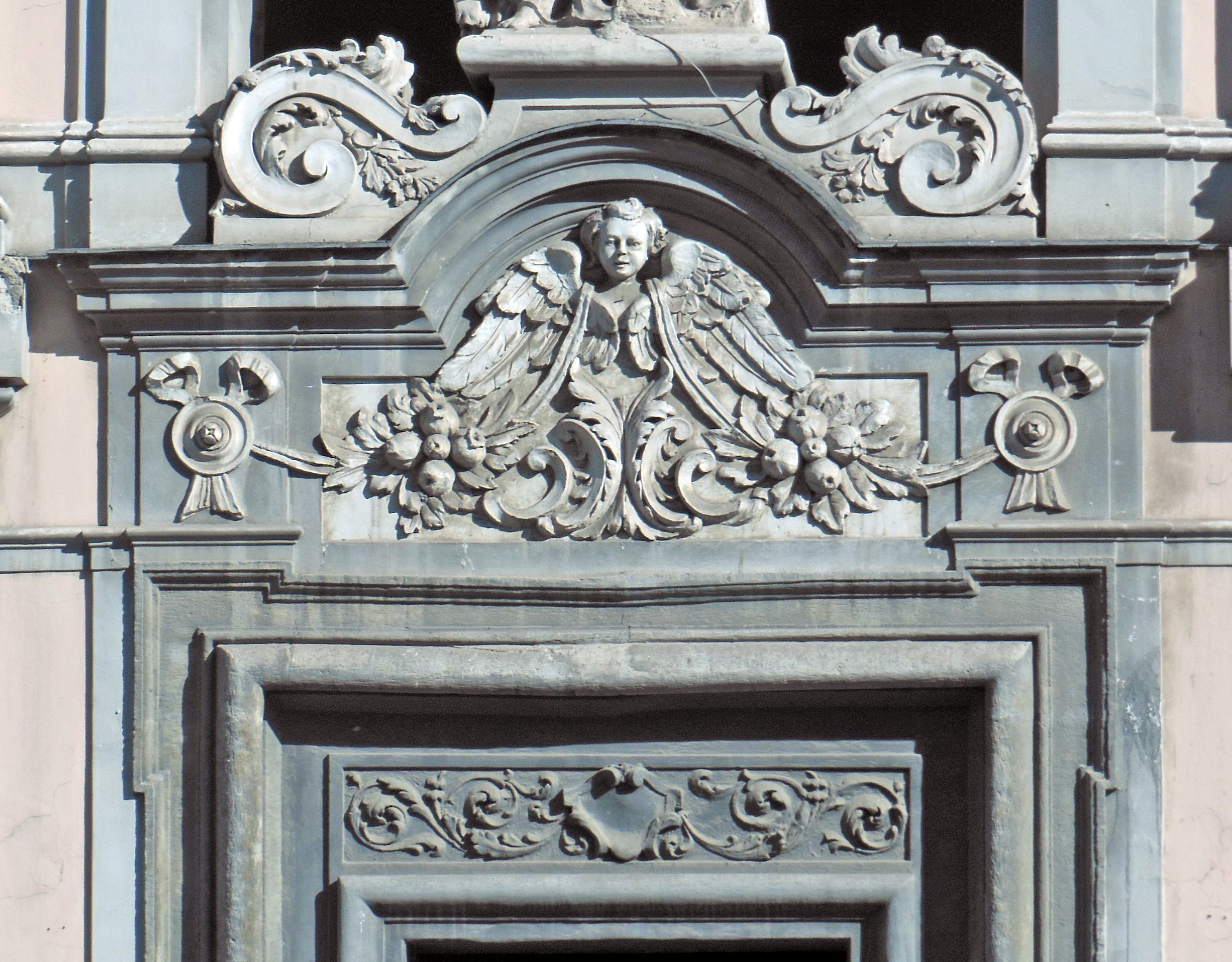
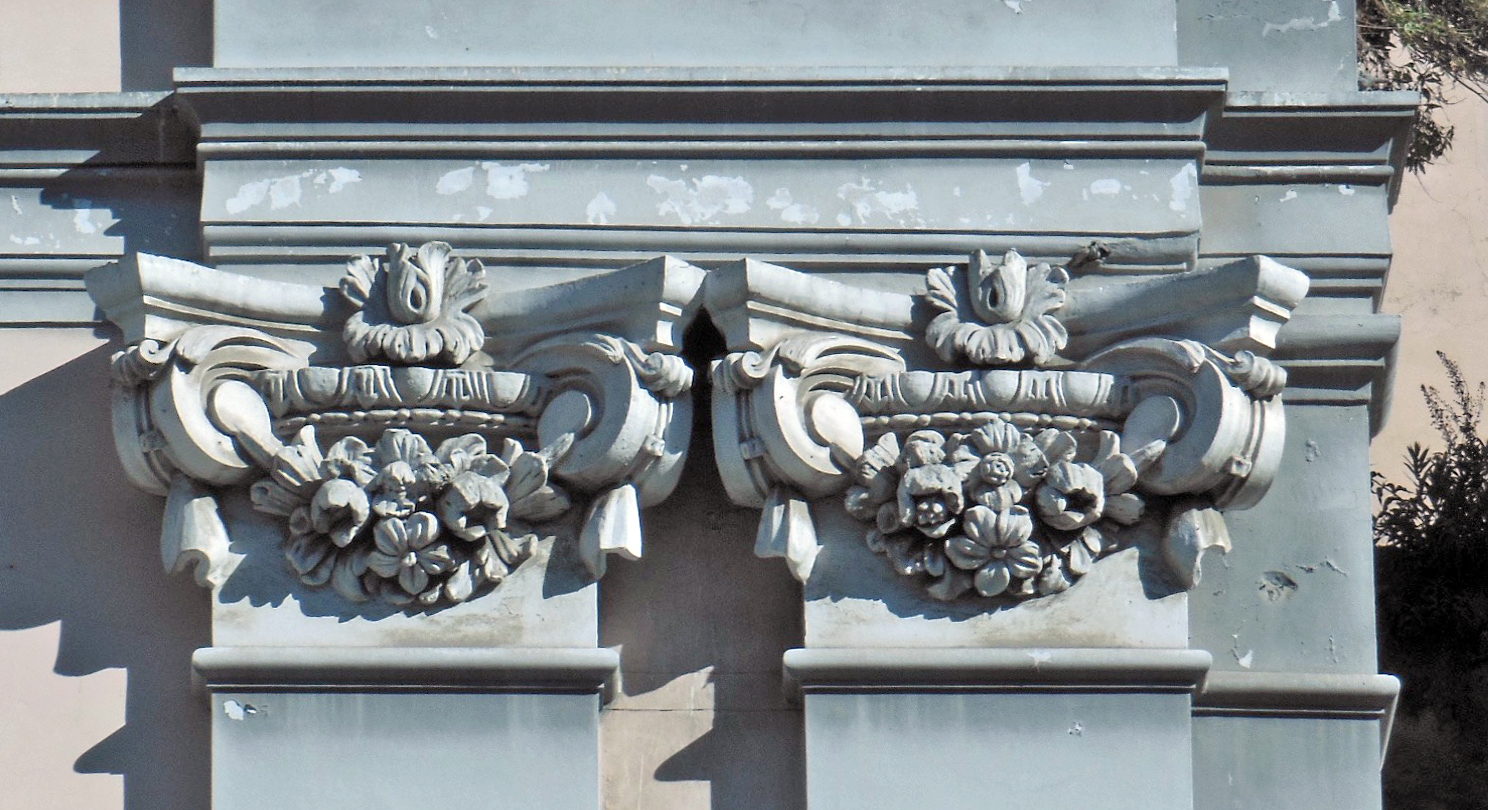
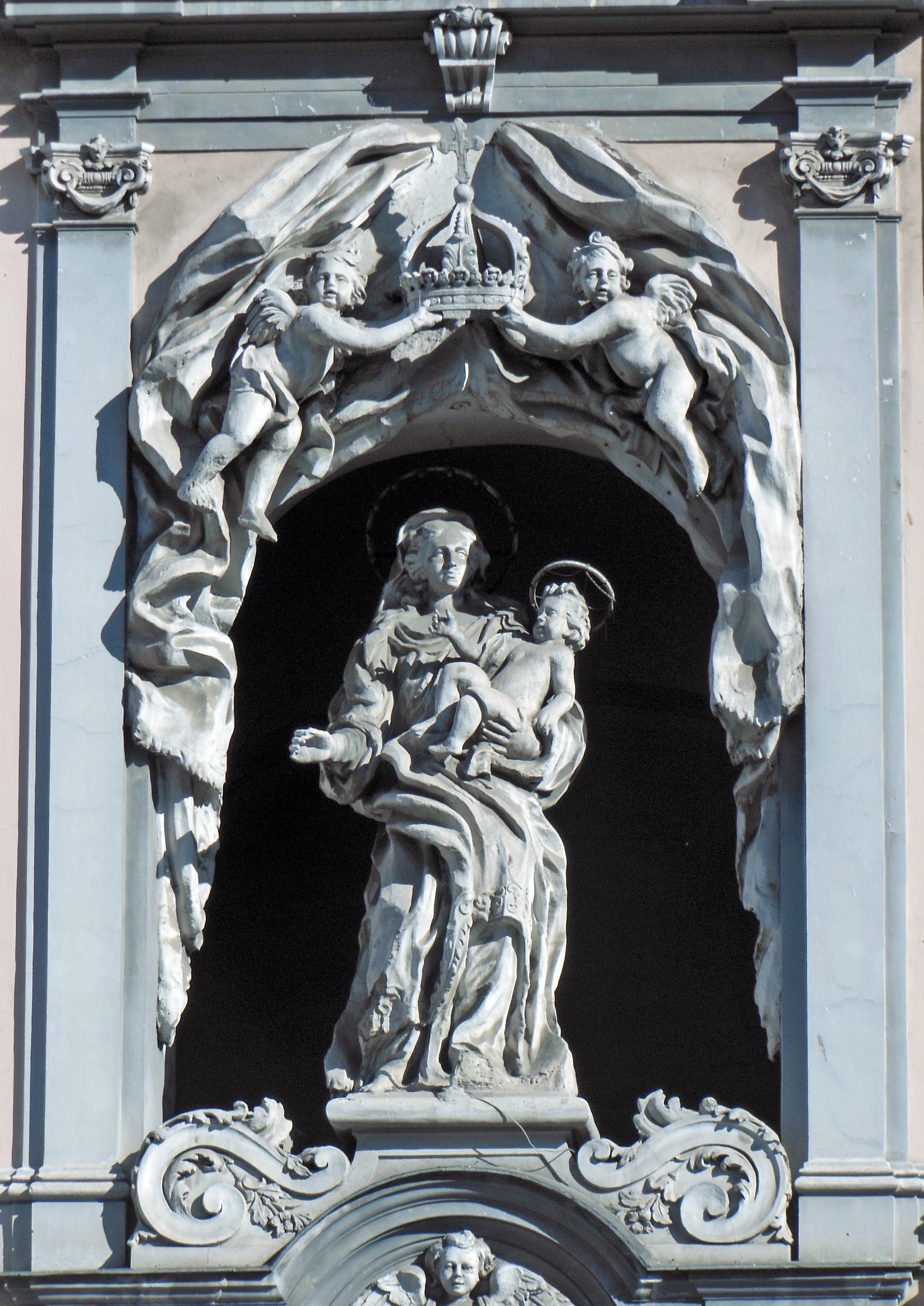
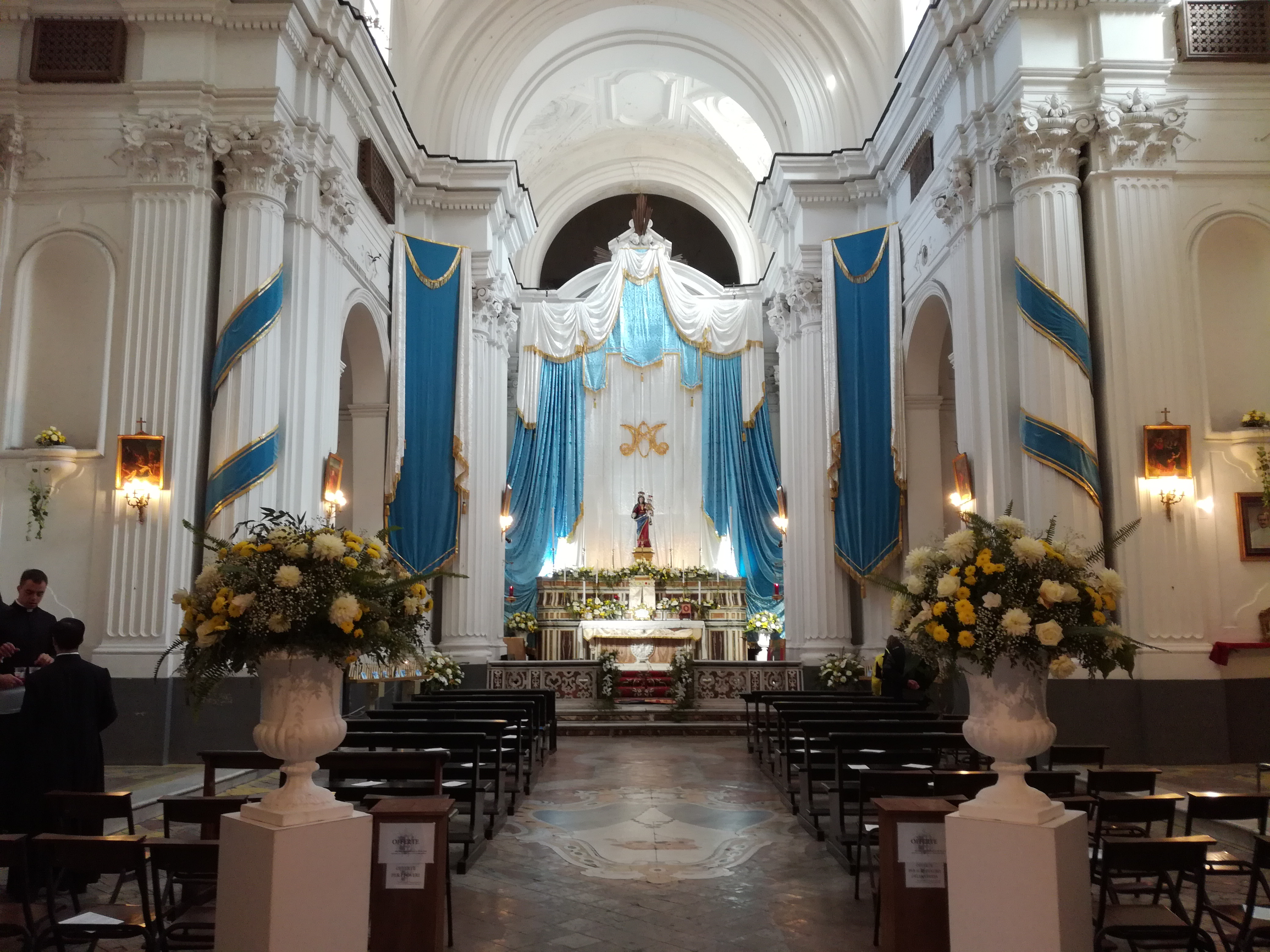

## Source de la traduction
- (it) Cet article est partiellement ou en totalité issu de l’article de Wikipédia en italien intitulé « Chiesa di Santa Maria del Rosario alle Pigne » (voir la liste des auteurs).